# قائمة رؤساء وزراء راينلند بالاتينات
فيما يلي قائمة رؤساء وزراء ولاية راينلند بالاتينات الألمانية منذ 1946:

## القائمة
الحزب السياسي:
  الاتحاد الديمقراطي المسيحي
  الحزب الديمقراطي الاجتماعي
| الصورة | الصورة | الاسم (الولادة–الوفاة)         | مدة الخدمة     | مدة الخدمة     | مدة الخدمة | الحزب السياسي                       |
| الصورة | الصورة | الاسم (الولادة–الوفاة)         | تولى المنصب    | ترك المنصب     | عدد الأيام | الحزب السياسي                       |
| ------ | ------ | ------------------------------ | -------------- | -------------- | ---------- | ----------------------------------- |
|        |        | فيلهيلم بودن (1890–1961)       | 1 ديسمبر 1946  | 9 يوليو 1947   | 220        | الاتحاد الديمقراطي المسيحي          |
|        |        | بيتر ألتميير (1899–1977)       | 9 يوليو 1947   | 19 مايو 1969   | 7٬985      | الاتحاد الديمقراطي المسيحي          |
|        |        | هلموت كول (1930–2017)          | 19 مايو 1969   | 2 ديسمبر 1976  | 2٬754      | الاتحاد الديمقراطي المسيحي          |
|        |        | برنهارد فوغل (مواليد 1932)     | 2 ديسمبر 1976  | 8 ديسمبر 1988  | 4٬389      | الاتحاد الديمقراطي المسيحي          |
|        |        | كارل-لودفينغ فاغنر (1930–2012) | 8 ديسمبر 1988  | 21 مايو 1991   | 894        | الاتحاد الديمقراطي المسيحي          |
|        |        | رودولف شاربينغ (مواليد 1947)   | 21 مايو 1991   | 26 أكتوبر 1994 | 1٬254      | الحزب الديمقراطي الاجتماعي الألماني |
|        |        | كورت بيك (مواليد 1949)         | 26 أكتوبر 1994 | 16 يناير 2013  | 6٬657      | الحزب الديمقراطي الاجتماعي الألماني |
|        |        | مالو دريير (مواليد 1961)       | 16 يناير 2013  | حتى الآن       | 4٬570      | الحزب الديمقراطي الاجتماعي الألماني |

## روابط خارجية
- الموقع الرسمي لحكومة ولاية راينلاند بالاتينات نسخة محفوظة 25 يوليو 2021 على موقع واي باك مشين.